# Oregonichthys kalawatseti
Oregonichthys kalawatseti és una espècie de peix cipriniforme de la família dels ciprínids.

## Morfologia
- Els mascles poden assolir 4,9 cm de longitud total.[4]

## Hàbitat
És un peix d'aigua dolça i de clima temperat.

## Distribució geogràfica
Es troba a Nord-amèrica: riu Umpqua.